# Џебрајиљски рејон
Џебрајиљски рејон (азер. Cəbrayıl rayonu), једна је од 78 административно-територијалних јединица Азербејџана, који се скоро у целости налазио под контролом самопроглашене државе Нагорно-Карабах. Округ је враћен под контролу Азербејџана након Другог рата за Нагорно-Карабах. Административни центар рејона се налази у граду Џебрајиљ.
Џебрајиљски рејон обухвата површину од 1.050 km² и има 59.101 становника (подаци из 1993). 